# 2007 au Nouveau-Brunswick
Chronologie du Nouveau-Brunswick
- 2003
- 2004
- 2005
- 2006
- 2007
- 2008
- 2009
- 2010
- 2011

Cette page concerne des événements d'actualité qui se sont produits durant l'année 2007 dans la province canadienne du Nouveau-Brunswick.

## Événements
- 31 janvier : l'ancien premier ministre du Nouveau-Brunswick Bernard Lord quitte ses fonctions de député de Moncton-Est.
- Du 23 février au 10 mars : le Nouveau-Brunswick remporte 12 médailles aux Jeux du Canada d'hiver 2007.
- 5 mars : le libéral Chris Collins remporte l'élection partielle de Moncton-Est à la suite de la démission de Bernard Lord.
- 17 avril : les deux députés conservateurs Joan MacAlpine-Stiles et Wally Stiles rejoignent le parti libéral.
- 10 mai : un déraillement du train marchandises de la Compagnie des chemins de fer nationaux du Canada venant de Toronto transportant des gaz de pétrole liquéfiés, un produit d'huile minérale et des résidus d'acide muriatique près de Saint-Léonard, entrainant l'évacuation de certain résidents de la municipalité.
- 30 mai : le projet de loi créant des élections à date fixe est adopté. Les élections auront lieu à tous les quatre ans au mois de septembre[1].
- 6 juin : création de Ambulance Nouveau-Brunswick.
- 21 septembre : création de la réserve de biosphère de Fundy.
- 13 octobre : Roger Duguay est élu chef du Nouveau Parti démocratique du Nouveau-Brunswick et devient le premier Acadien à exercer cette fonction.
- 27 novembre : Roy Boudreau est nommé président de l'Assemblée législative du Nouveau-Brunswick.

## Décès
- 6 janvier : Yvon Durelle, boxeur, champion du Canada.
- 10 avril : Armand Plourde, prêtre et homme politique.
- Juin : Charles Gallagher, député et ministre.
- 6 juin : Jean Gauvin, ministre et député.
- 1er juillet : Mathilda Blanchard, syndicaliste.